# Червонохатківська сільська рада
Червонохатківська сільська рада (Червоно-Хатківська сільська рада, до 1939 року — Дранецькохатківська сільська рада) — колишня адміністративно-територіальна одиниця та орган місцевого самоврядування у Чуднівському, Романівському (Миропільському, Дзержинському), Довбишському (Мархлевському, Щорському) і Баранівському районах Волинської округи, Київської й Житомирської областей з адміністративним центром у с. Червоні Хатки.

## Населені пункти
Сільській раді були підпорядковані населені пункти:
- с. Червоні Хатки
- с. Залужне

## Населення
Кількість населення ради станом на 1923 рік становила 2 126 осіб, кількість дворів — 342.
Кількість населення сільської ради станом на 1924 рік становила 1 172 особи.
У 1926 році чисельність населення сільської ради становила 1 262 особи, з них 1 043 (82,6 %) — особи польської національності. Кількість селянських господарств — 257.
Кількість населення ради, станом на 1931 рік, становила 1 393 осіб.
Відповідно до результатів перепису населення СРСР, кількість населення ради станом на 12 січня 1989 року становила 530 осіб.
Станом на 5 грудня 2001 року, відповідно до перепису населення України, кількість мешканців сільської ради становила 462 особи.

## Склад ради
Рада складалася з 12 депутатів та голови.

## Історія
Створена у 1923 році як Дранецькохатківська сільська рада, в складі сіл Дранецькі Хатки, Шелехівка та хуторів Бабинський, Базилів, Борейків, Голубів, Гречаний, Грузливець, Жеребецький, Зозуля, Красноселецький, Місюрові Хатки, Никодимівка і Теліжинський Чуднівської волості Полонського повіту Волинської губернії. 23 лютого 1924 року, відповідно до рішення Волинської ГАТК (протокол № 7/2 «Про зміни меж округів, районів та сільрад»), підпорядковано х. Рудницького Соболівської сільської ради Чуднівського району Житомирської (згодом — Волинська) округи. 17 червня 1925 року затверджена як польська національна сільська рада. 14 травня 1939 року перейменована на Червонохатківську через перейменування її адміністративного центру на с. Червоні Хатки. На 1 жовтня 1941 року с. Шелехівка та хутори Бабинський, Базилів, Борейків, Голубів, Гречаний, Грузливець, Жеребецький, Зозуля, Красноселецький, Місюрові Хатки, Никодимівка, Рудницького, Тележинського не перебували на обліку.
Станом на 1 вересня 1946 року сільська рада входила до складу Довбишського району Житомирської області, на обліку в раді перебувало с. Червоні Хатки.
11 серпня 1954 року, відповідно до указу Президії Верховної ради Української РСР «Про укрупнення сільських рад по Житомирській області», підпорядковано с. Залужне ліквідованої Залужненської сільської ради Довбишського району. 7 січня 1963 року, відповідно до рішення Житомирського облвиконкому № 2 «Про зміну адміністративної підпорядкованості окремих сільських рад і населених пунктів», до складу ради включено села Сарнівка і Товща Биківської селищної ради Дзержинського району. 19 квітня 1965 року, відповідно до рішення Житомирського облвиконкому № 211 «Про зміни в адміністративному підпорядкуванні деяких населених пунктів області», села Сарнівка і Товща повернуті до складу Биківської селищної ради Дзержинського району.
На 1 січня 1972 року сільська рада входила до складу Дзержинського району Житомирської області, на обліку в раді перебували села Залужне та Червоні Хатки.
Виключена з облікових даних 17 липня 2020 року. Територію та населені пункти ради, відповідно до розпорядження Кабінету Міністрів України № 711-р від 12 червня 2020 року «Про визначення адміністративних центрів та затвердження територій територіальних громад Житомирської області», включено до складу Романівської селищної територіальної громади Житомирського району Житомирської області.
Входила до складу Чуднівського (7.03.1923 р.), Романівського (Миропільського, Дзержинського, 27.06.1925 р., 28.11.1957 р.), Довбишського (Мархлевського, Щорського, 1.09.1925 р., 14.05.1939 р.) та Баранівського (17.10.1935 р.) районів.